# L'Isle-Jourdain (Gers)
L'Isle-Jourdain is een gemeente in het Franse departement Gers (regio Occitanie). De gemeente telde 9.499 inwoners op 1 januari 2022. De plaats maakt deel uit van het arrondissement Auch.

## Geschiedenis
In La Gravette, ten zuiden van het moderne stadscentrum, was er een pleisterplaats met de naam Mutatio Bucconis op de Romeinse heerweg tussen Toulouse en Auch. Deze plaats groeide uit tot een omwald dorp met de naam Ictium. De site bleef tot de 12e eeuw bewoond. Toen trokken de inwoners naar Ylha of Insula, het huidige L'Isle-Jourdain, dat werd gesticht als bastide door het geslacht Jourdain. Zij waren heren van L'Isle tot het begin van de 15e eeuw. Toen verkocht Jean Jourdain II het aan de graaf van Clermont. In 1415 kwam het in handen van de graven van Armagnac.
L'Isle-Jourdain werd een protestants bolwerk en had erg te lijden onder de Hugenotenoorlogen. Na het Edict van Nantes (1598) konden de protestanten enige tijd hun religie uitoefenen, maar na de intrekking van het edict werden het grafelijk kasteel en de stadsmuren (in 1621) en de protestantse kerk (in 1686) afgebroken.
In de 19e eeuw bloeide de stad door de graanhandel. In die tijd werden de markthal en het gemeentehuis gebouwd. In de 20e en 21e eeuw groeide de bevolking van de gemeente door de ligging in de buurt van Toulouse.
Op 19 en 20 augustus 1944 waren er hevige gevechten toen Franse verzetsgroepen een Duitse kolonne op de N124 aanvielen. De leden van het Bataillon de l'Armagnac en het Corps Franc Pommies slaagden erin om de Duitsers de overtocht over de Save te beletten. Hierbij sneuvelden tien verzetslui. In 1954 werd een monument voor hen onthuld.

## Geografie
De oppervlakte van L'Isle-Jourdain bedroeg op 1 januari 2022 70,48 vierkante kilometer; de bevolkingsdichtheid was toen 134,8 inwoners per km².
De gemeente ligt in het uiterste oosten van Gers. De Save stroomt door de gemeente. Het Meer van L'Isle-Jourdain is 25 ha groot.
De N124 tussen Toulouse en Auch loopt door de gemeente.
De onderstaande kaart toont de ligging van L'Isle-Jourdain met de belangrijkste infrastructuur en aangrenzende gemeenten.

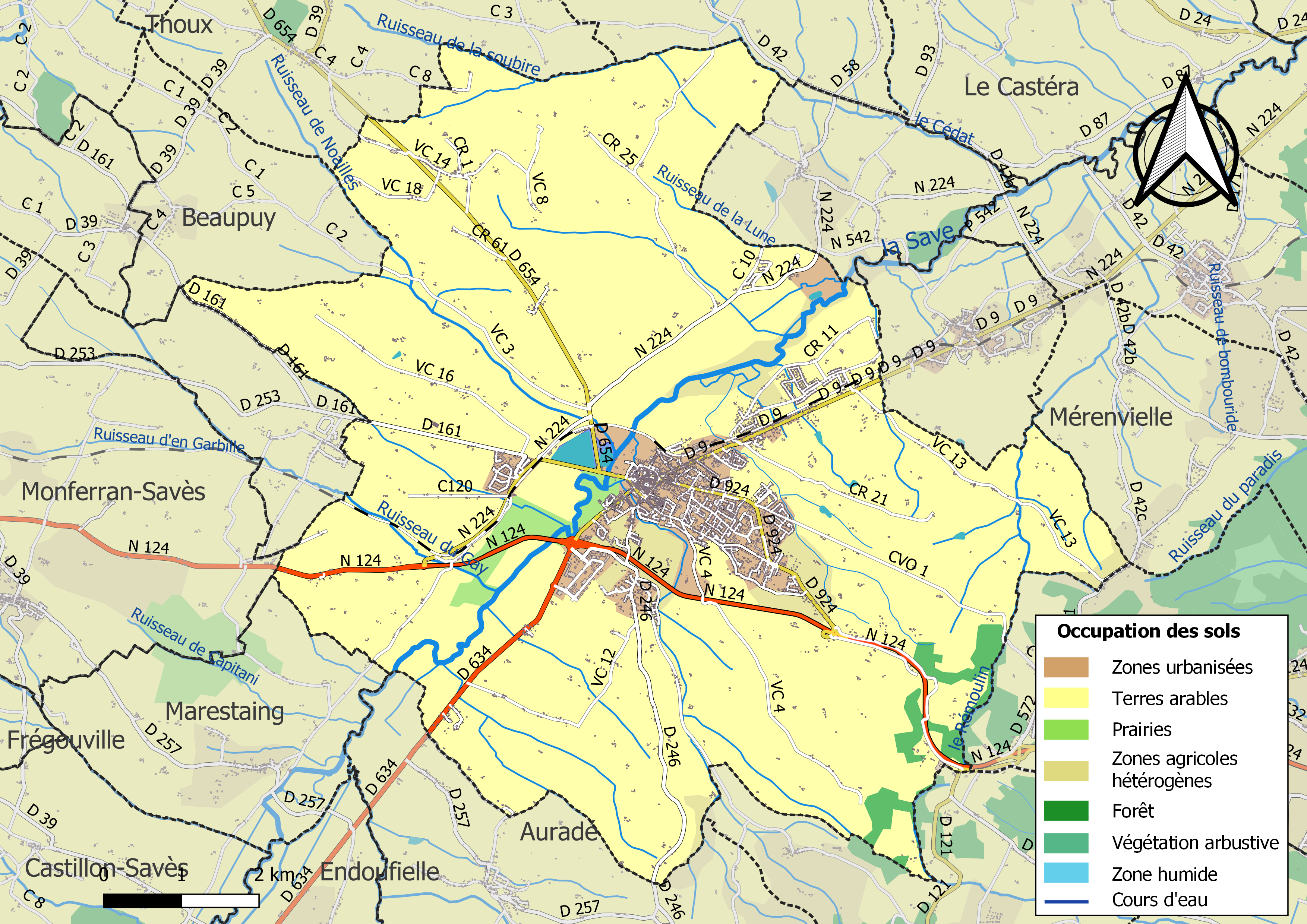

## Verkeer en vervoer
In de gemeente ligt spoorwegstation L'Isle-Jourdain.

## Demografie
De figuur toont het verloop van het inwonertal (bron: INSEE-tellingen).

## Bezienswaardigheden
- Maison Claude Augé (1903), bekend door zijn glasramen
- Musée Européen d'Art Campanaire, beiaard- en klokkenmuseum geopend in 1994 in de 19e-eeuwse markthal
- Collegiale kerk Saint-Martin. Van de middeleeuwse kerk die werd verwoest tijdens de Hugenotenoorlogen, rest er enkel een toren. De neoklassieke kerk werd gebouwd 1785.
- Château de Panat (einde 19e eeuw)
- Gemeentehuis (19e eeuw), bijgenaamd Petit Capitole naar het Capitole, het stadhuis van Toulouse
- Pont Tourné (1217), boogbrug over de Save[5]

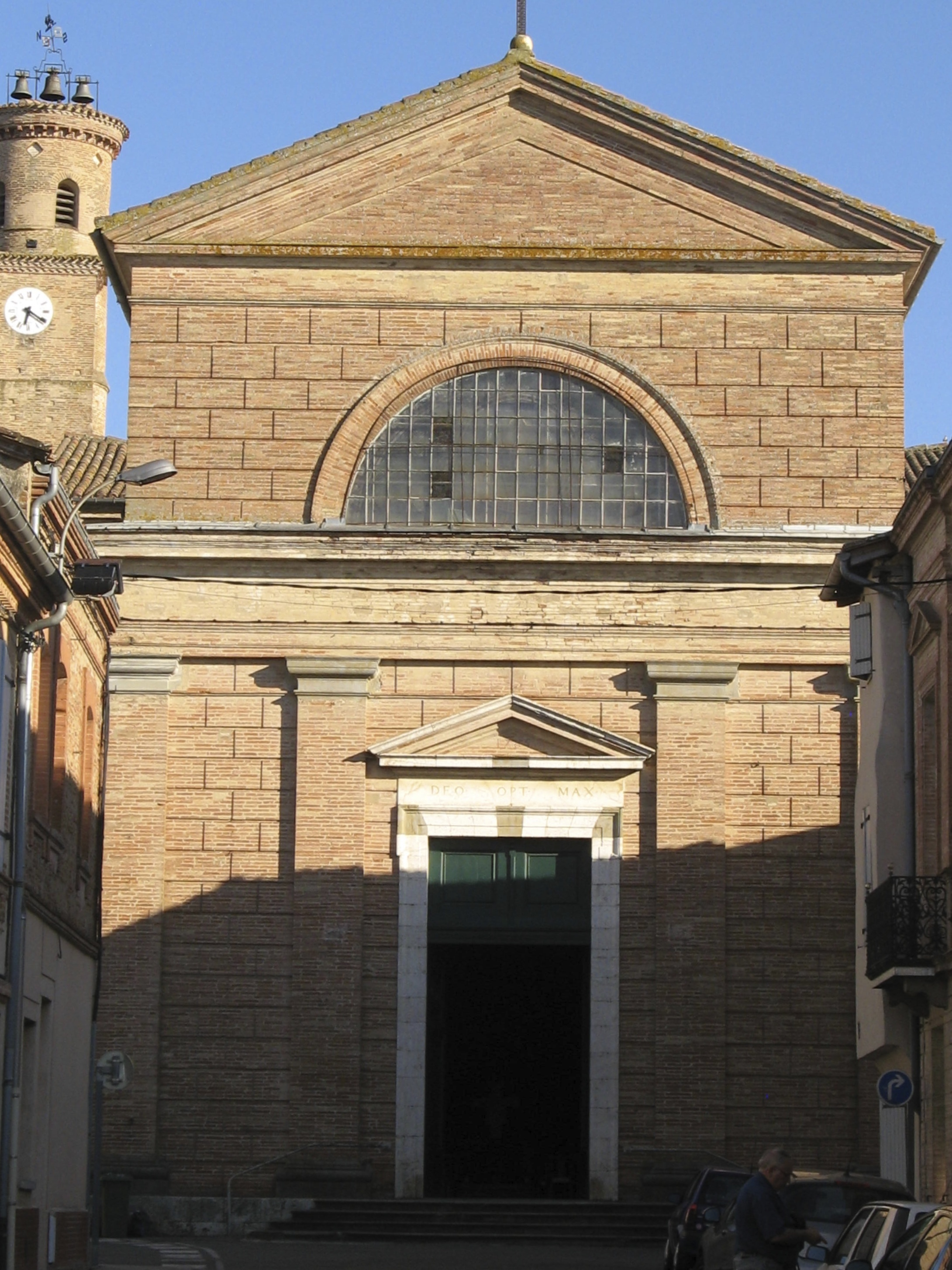
Collegiale kerk Saint-Martin
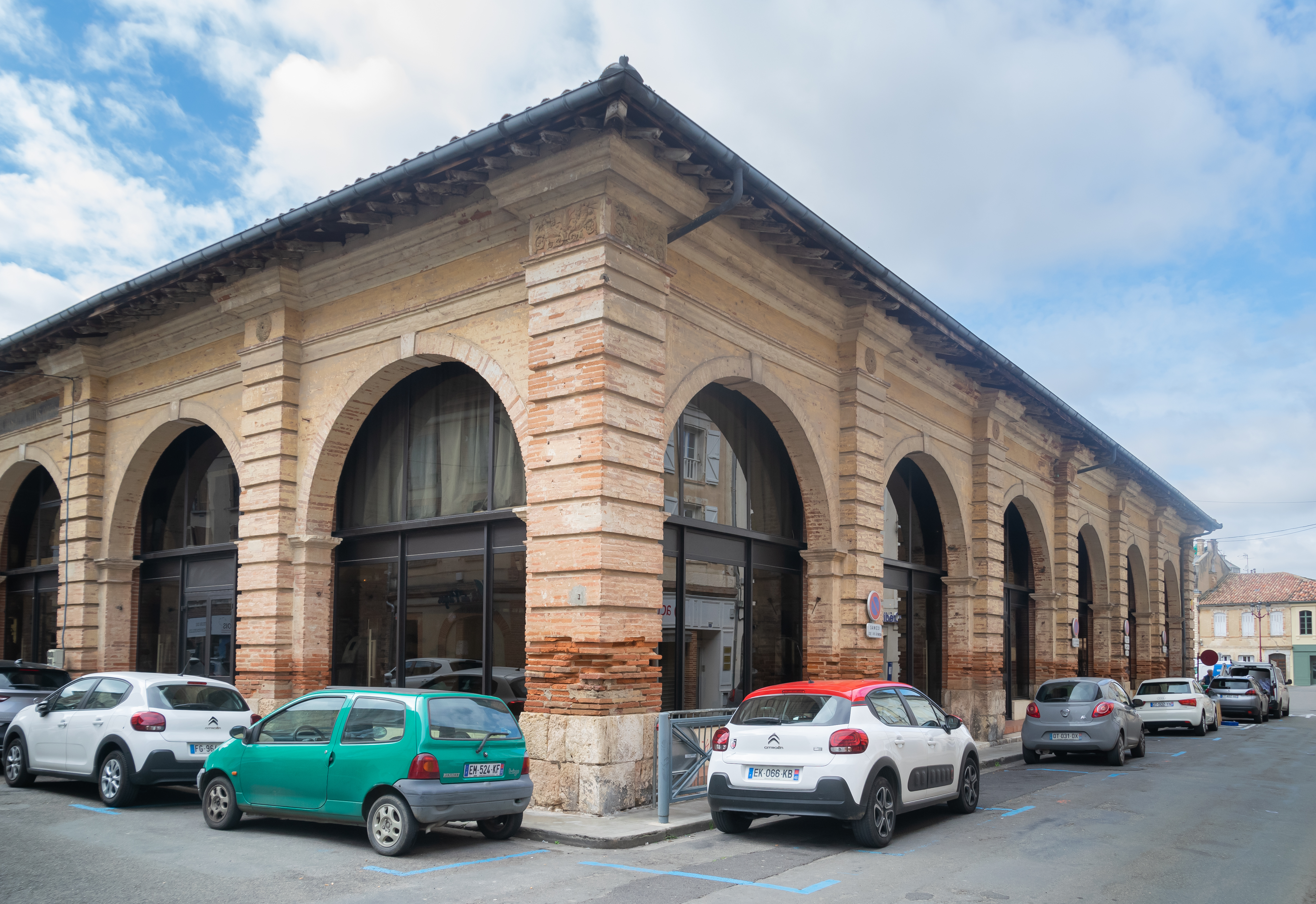
Markthal, Musée Européen d'Art Campanaire
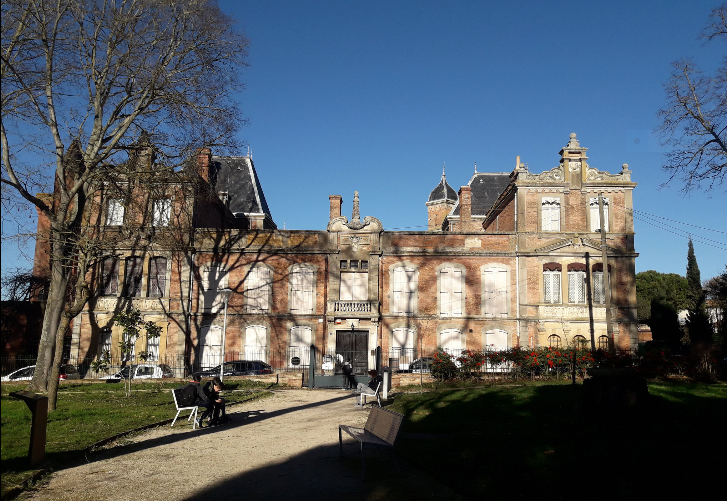
Château de Panat
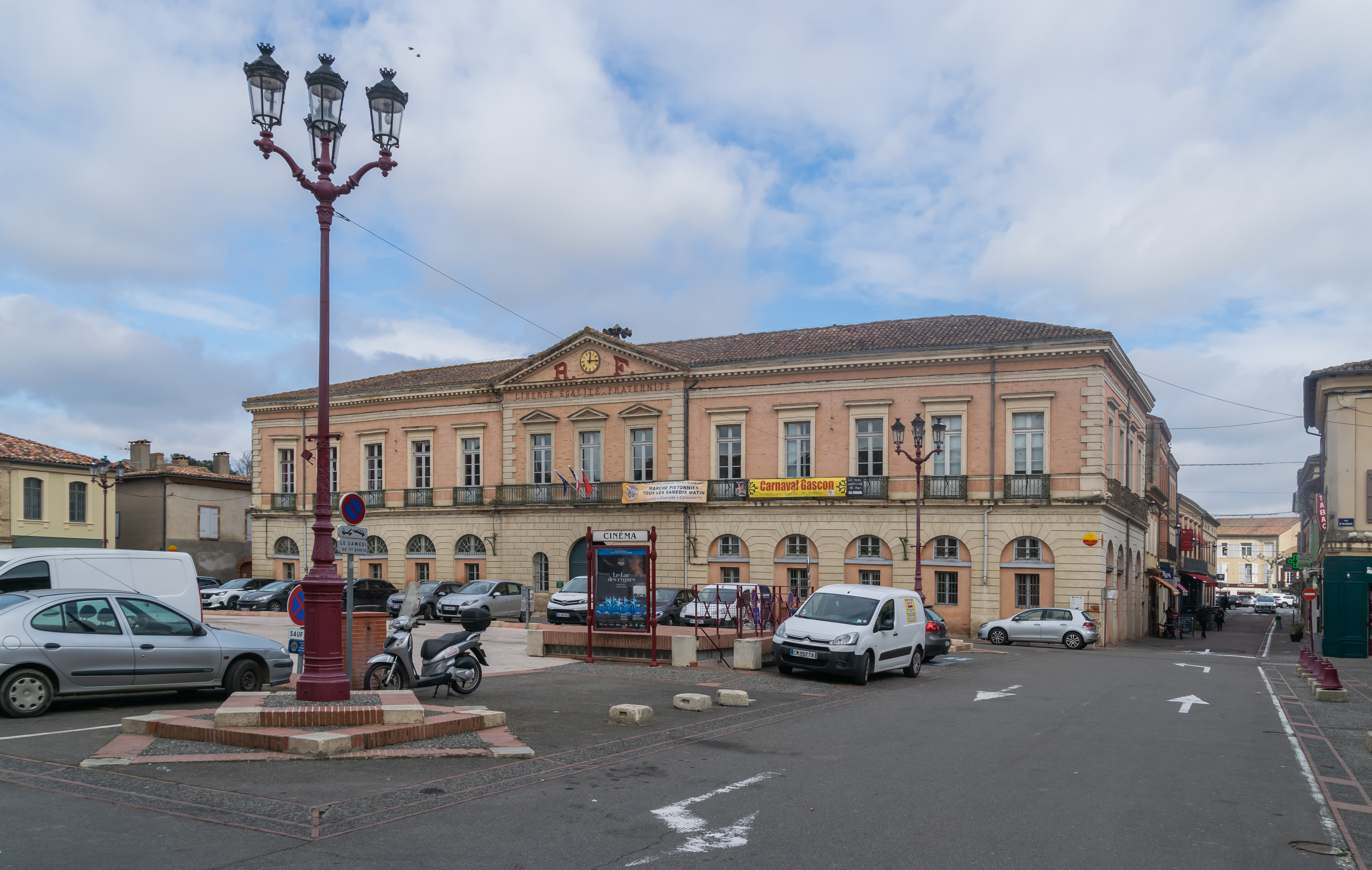
Gemeentehuis
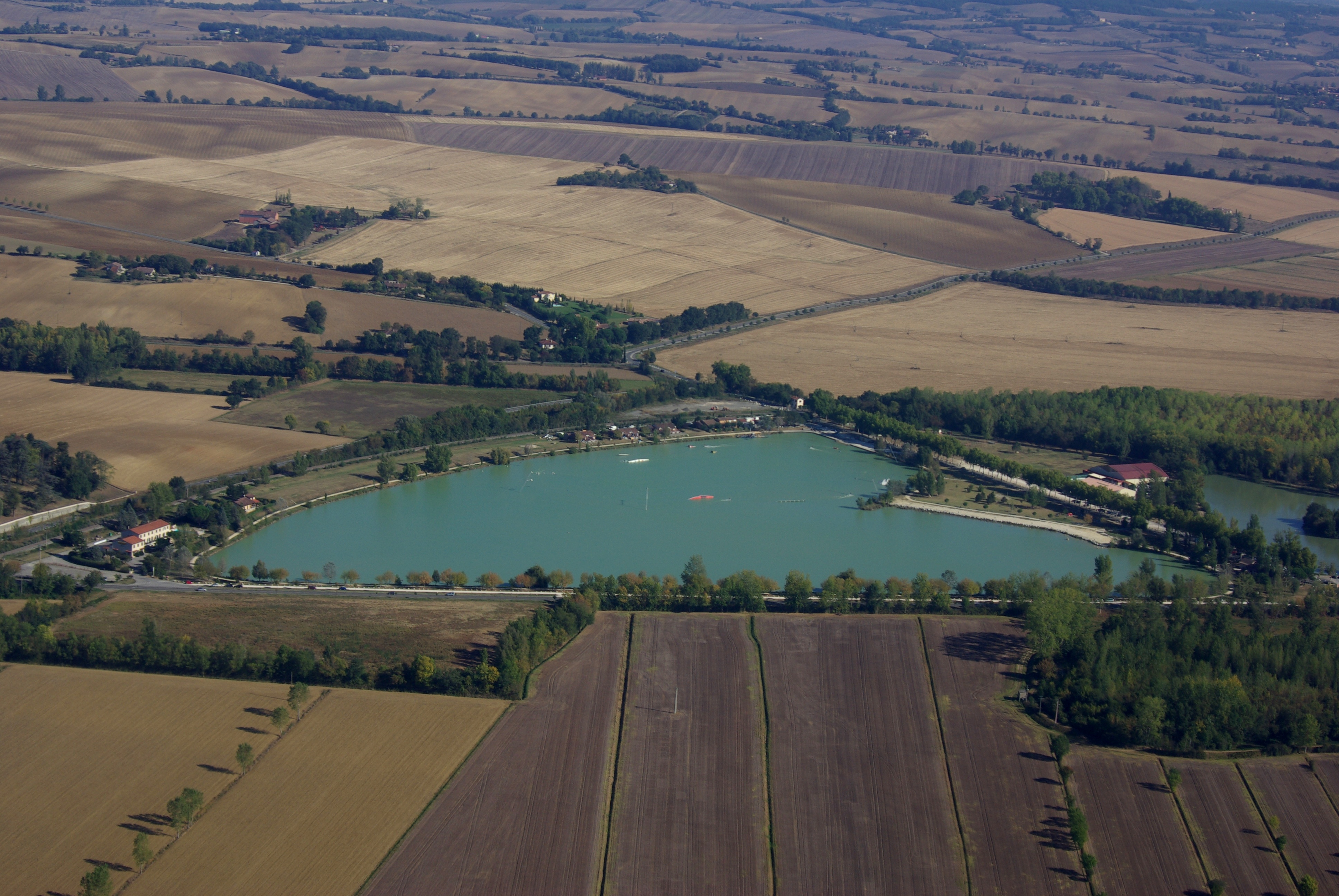
Meer van L'Isle-Jourdain
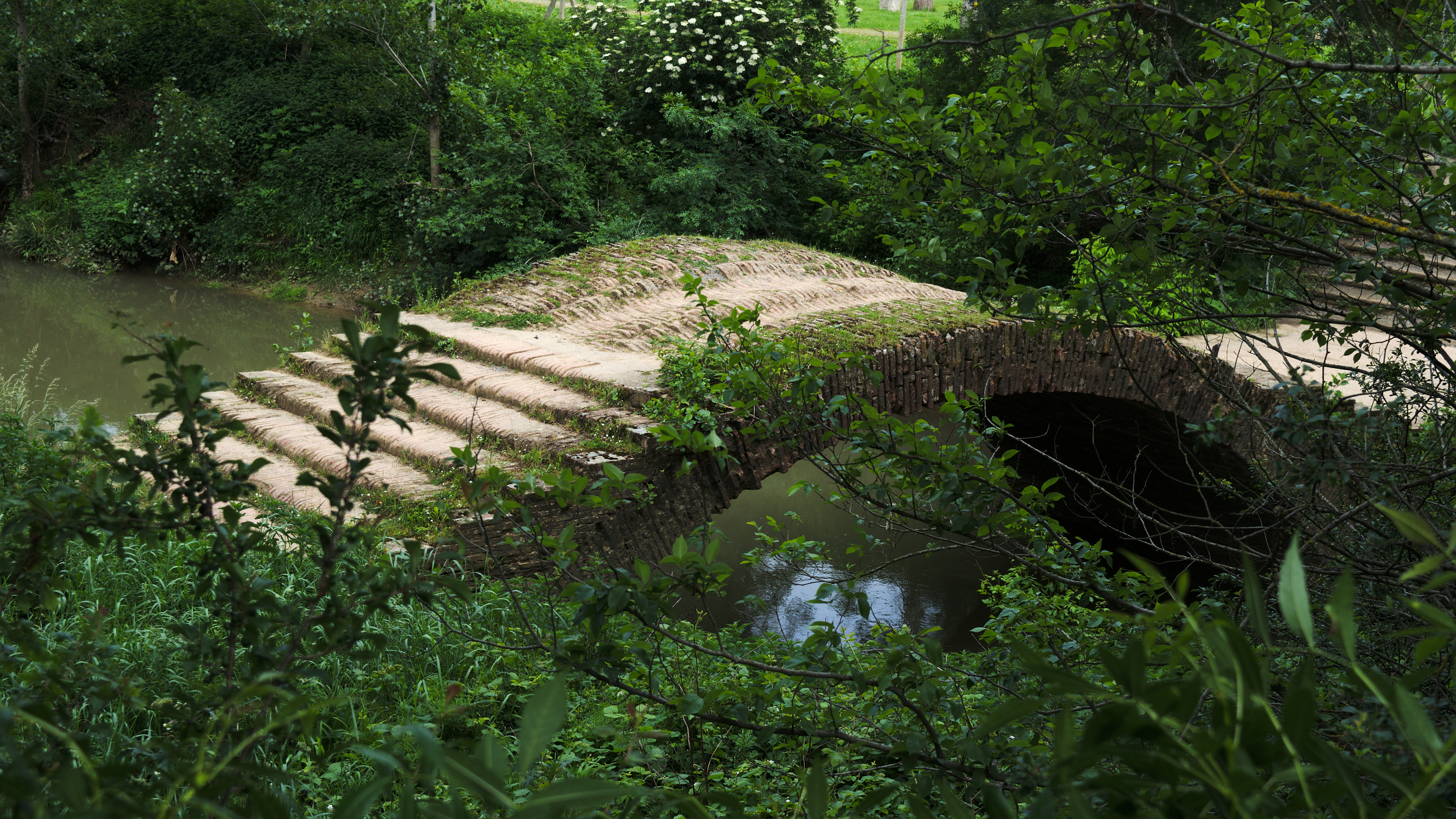
Pont Tourné
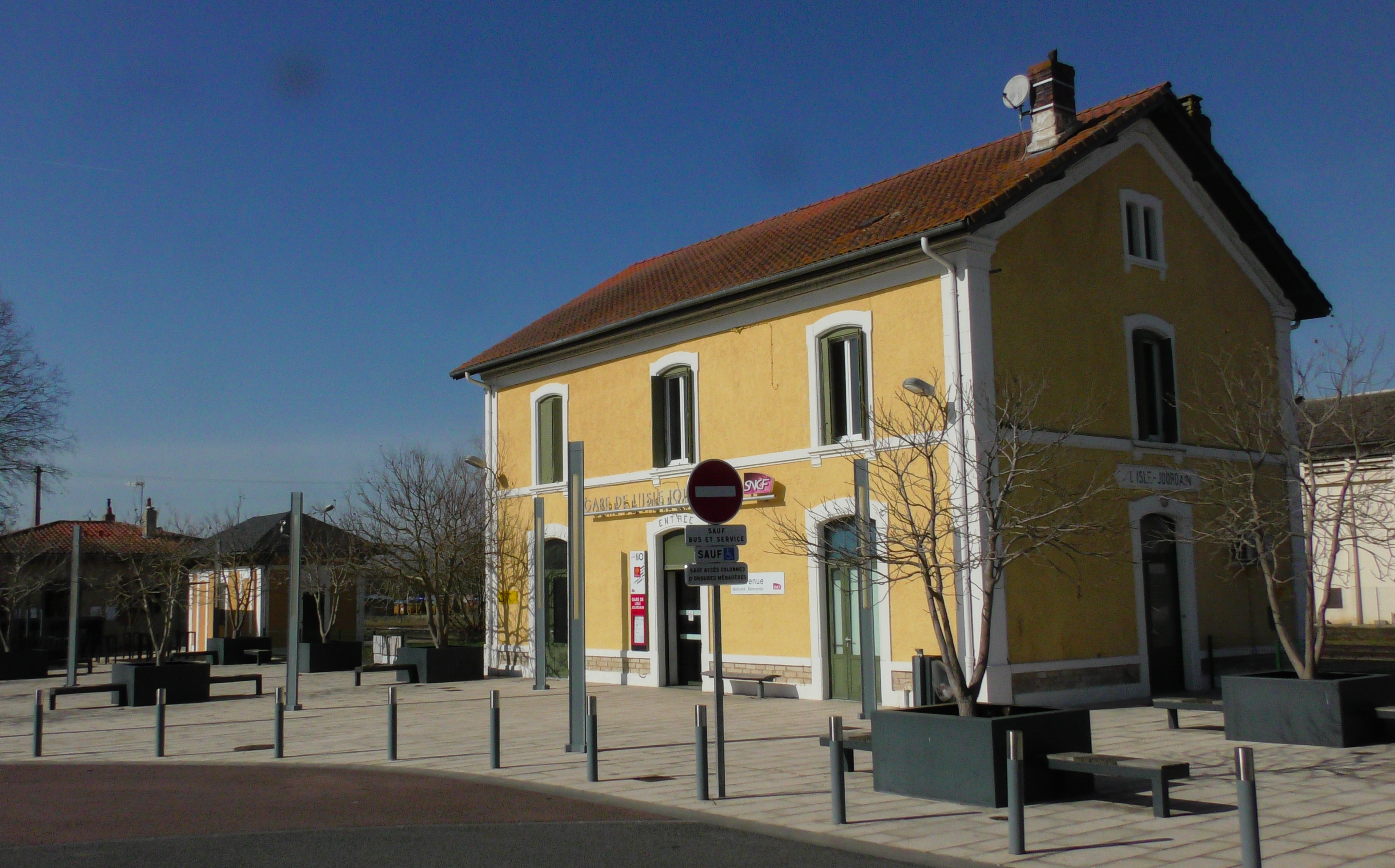
Treinstation